# Mjöhult
Mjöhult är en tätort i Höganäs kommun i Skåne län.

## Historia
Mjöhult finns belagt i danska skrifter så lång tillbaka som till 1578. Byn benämndes då ”Potmyøioldt” (Pottmjöhult) vilket under 1900-talet blev Mjöhult. Mjöhult låg längs den medeltida vägen mellan Helsingborg och Tunneberga bro som i dag heter väg 1386 och används av pendlare mellan Kullabygden och Helsingborg.
1885 stod Skåne–Hallands Järnväg klar. Denna hade en tvärbana till Höganäs, och utefter denna anlades Mjöhults järnvägsstation som blev en viktig omlastningsstation för lantbruksprodukter och lantbruksredskap. Detta var inledningen till Mjöhults storhetstid. Under början av 1900-talet fanns det bl.a. värdshus, två livsmedelsaffärer, mjölkaffär, trävaruaffär, taxirörelse, brandstation och lantmännens lokalförening. De flesta hantverksrörelser fanns även representerade så som målare, elektriker, smed, sadelmakare, toffelmakare och bilverkstäder.
Under sextiotalet började transporterna ske via lastbil, traktor och buss vilket minskade behovet av järnväg. Den togs slutligen bort 1997. Strukturförändringar gjorde även att de olika verksamheterna som gjorde Mjöhult till ett fungerande samhälle successivt försvann. I dag är Mjöhult en sovby till kringliggande städer. 

### Befolkningsutveckling
| Befolkningsutvecklingen i Mjöhult 1960–2020 | Befolkningsutvecklingen i Mjöhult 1960–2020 | Befolkningsutvecklingen i Mjöhult 1960–2020 | Befolkningsutvecklingen i Mjöhult 1960–2020 | Befolkningsutvecklingen i Mjöhult 1960–2020 |
| ------------------------------------------- | ------------------------------------------- | ------------------------------------------- | ------------------------------------------- | ------------------------------------------- |
|                                             |                                             |                                             |                                             |                                             |
| År                                          |                                             |                                             | Folkmängd                                   | Areal (ha)                                  |
| 1960                                        | 1960                                        |                                             | 297                                         |                                             |
| 1965                                        | 1965                                        |                                             | 304                                         |                                             |
| 1970                                        | 1970                                        |                                             | 289                                         |                                             |
| 1975                                        | 1975                                        |                                             | 277                                         |                                             |
| 1980                                        | 1980                                        |                                             | 255                                         |                                             |
| 1990                                        | 1990                                        |                                             | 242                                         | 32                                          |
| 1995                                        | 1995                                        |                                             | 266                                         | 36                                          |
| 2000                                        | 2000                                        |                                             | 250                                         | 36                                          |
| 2005                                        | 2005                                        |                                             | 264                                         | 36                                          |
| 2010                                        | 2010                                        |                                             | 292                                         | 37                                          |
| 2015                                        | 2015                                        |                                             | 322                                         | 43                                          |
| 2020                                        | 2020                                        |                                             | 305                                         | 43                                          |
|                                             |                                             |                                             |                                             |                                             |